# Gloria Estefan
Gloria Estefan (Havana, Kuba, 1. rujna 1957.), Grammyjem nagrađivana kubansko-američka pjevačica i spisateljica tekstova. Nalazi se među 100 najuspješnijih glazbenika s preko 90 milijuna prodanih albuma. Osvojila je sedam Grammyja.

## Privatni život
Godine 1978. Gloria se udaje za Emilia Estefana. Imaju dvoje djece, sina Nayiba (rođen 2. rujna 1980.) i kćer Emily Marie (rođena 5. prosinca 1994.). Obitelj živi na Floridi, na ekskluzivnom otoku Star Island u Miami Beachu.

## Pjevačka karijera

### 1980-e

#### 1984. – 1988.: Miami Sound Machine
Sredinom 1980-ih godina Gloria je bila članica grupe Miami Sound Machine. Godine 1984. grupa izdaje prvi album Eyes Of Innocence. Veliki uspjeh postižu 1985. kada izdaju album Primitive Love. Tri pjesme s tog albuma bile su na Billboard Hot 100 top-ljestvici. Sljedeći album, Let It Loose iz 1987. u SAD-u je prodan u šest milijuna primjeraka i imao je pet hitova na Billboard Hot 100 top-ljestvici, a pjesma "Anything for You" bila je na prvom mjestu i u Nizozemskoj je 22 tjedna na top-listama bila na prvoj poziciji. Sljedeće godine grupa mijenja ime u Gloria Estefan and The Miami Sound Machine te Gloria Estefan počinje samostalnu karijeru.

### 1990-e

#### 1990.:Cuts Both Waysi autobusna nesreća
Krajem 1989. izdaje album Cuts Both Ways koji je postigao velik uspjeh. Tijekom turneje Get On Your Feet World Tour, dana 20. ožujka 1990. Gloria je doživjela autobusnu nesreću zbog prebrze vožnje vozača, u kojoj je ozljedila kralježnicu. Deset mjeseci nakon nesreće se potpuno oporavila i nastavila veliku međunarodnu turneju.

#### 1991. – 1992.:Into The LightiThe Greatest Hits
Godine 1991. Gloria Estefan izdaje album Into The Light. U siječnju te godine prvi put izvodi pjesmu "Coming Out of the Dark" koja je izazvala ovacije publike. Pjesma je bila na prvom mjestu na top-listi SAD-a. Gloria je 1991. i 1992. održala veliku turneju Into The Light World Tour, gdje je obišla pet država, 100 gradova, a na njenim koncertima je bilo preko 10 milijuna ljudi. Sljedeće, 1992. godine izdaje kompilaciju The Greatest Hits.

#### 1993.:Mi TierraiChristmas Through Your Eyes
Godine 1993. Gloria objavljuje Mi Tierra, prvi album na španjolskom jeziku. Album je u mnogim državama imao platinastu nakladu te dobiva Grammyja. Iste godine Estefan objavljuje božićni album Christmas Through Your Eyes koji je imao platinastu nakladu u SAD-u. Gloria surađuje s Frankom Sinatrom na albumu Duets u pjesmi "Come Rain or Come Shine".

#### 1994. – 1995.:Hold Me, Thrill Me, Kiss MeiAbriendo Puertas
Hold Me, Thrill Me, Kiss Me je album iz 1994., s Glorijinim najdražim pjesama iz 1960-ih i 1970-ih. "Turn the Beat Around" je prvi singl i obrada disko pjesme iz 1976. koju je pjevala Vicki Sue Robinson. Pjesma je postala veliki hit, a korištena je u filmu Specijalist.
Godine 1995. Gloria izdaje drugi album na španjolskom jeziku Abriendo Puertas koji je kao i svi njezini albumi postigao velik uspjeh.

#### 1996. – 1997.:Destinyi zatvaranje Olimpijskih igara
Godine 1996. Gloria izdaje album Destiny. Nastupa na zatvaranju Olimpijskih igara u Atlanti s pjesmama "Reach" i "You'll Be Mine (Party Time)" pred oko 2 milijarde ljudi širom svijeta. U srpnju te godine počinje turneju Evolution World Tour, prvu turneju nakon pet godina.

#### 1998.:Gloria!
Dana 2. lipnja 1998. Gloria izdaje album latinoameričkih ritmova Gloria! koji je snažno utjecao na disko glazbu. To je bio ujedno i njezin prvi album koji nije imao platinastu nakladu, ali je svejedno bio uspješan.

#### 1999.: "Music of My Heart"
Godine 1999. Gloria je otpjevala duet s tada popularnim teen sastavom 'N Sync, singl "Music of My Heart", koji se pojavio u filmu Music of the Heart. Pjesma je bila druga na top-ljestvici časopisa Billboard. Gloria Estefan je iste godine pjevala na dosta sportskih događanja i na jednom koncertu Luciana Pavarottija.

### 2000-e

#### 2000. – 2002.:Alma CaribeñaiGreatest Hits Volume II
Glorijin sljedeći album Alma Caribeña dosegao je prvo mjesto u Španjolskoj, SAD-u i nekoliko južnoameričkih zemalja. Godine 2001. objavljen je drugi kompilacijski album Greatest Hits Volume II koji je sadržavao hitove od 1993. do 2000. i tri nove pjesme. Pjesma "You Can't Walk Away from Love" pojavila se u filmu Prvi grijeh.

#### 2003. – 2004.:Unwrapped
Nakon dugo vremena Estefan 2003. izdaje album na engleskom jeziku, Unwrapped. Kako bi promovirala album, Gloria održava turneju "Live & Re-Wrapped Tour". Pjesma "Hoy" je u Argentini pet tjedana bila na prvoj poziciji na top-ljestvicama.

#### 2005.: "Doctor Pressure"
Godine 2005. je izdana pjesma  "Doctor Pressure", koja je bila mix dvije pjesme, "Drop The Pressure", škotskog elektroničkog glazbenika Myla i pjesme "Dr. Beat", Miami Sound Machine. Pjesma je bila na prvom mjestu u Australiji, a na trećem u Ujedinjenom Kraljevstvu.

#### 2006.: Kompilacije
Godine 2006. izdana je kompilacija od dva CD-a The Essential Gloria Estefan, na kojoj su bili najveći hitovi od 1984. do 2003. Iste godine Gloria je izdala dvije kompilacije za druga tržišta. The Very Best of Gloria Estefan je bila namijenjena Europi i Meksiku, a bila je slična kompilaciji The Essential Gloria Estefan, samo je još uključivala pjesmu "Dr. Pressure". Ta kompilacija doseže zlatnu nakladu u Irskoj. Za španjolsko tržište je bila namijenjena kompilacija Oye Mi poeme!: Los Grandes Exitos, koja je uključivala hitove na španjolskom jeziku te DVD s raznim glazbenim spotovima.

#### 2007.:90 Millas
Godine 2007. izdan je album 90 Millas  koji je bio na prvom mjestu u Nizozemskoj. Album je promoviran turnejom 90 Millas World Tour.

## Filmska i televizijska karijera
Gloria Estefan se pojavila u dva filma, Music of the Heart (1999.) i For Love or Country: The Arturo Sandoval Story (2000.). Osim toga je nastupala u brojnim televizijskim emisijama.

## Spisateljska karijera
Estefan je napisala dvije dječje knjige, "The Magically Mysterious Adventures of Noelle the Bulldog" (2005.) i "Noelle's Treasure Tale" (2006.), od kojih je potonja bila na trećem mjestu dječjih bestselera prema New York Timesu. Također je napisala kuharicu "Estefan Kitchen" zajedno sa suprugom. Knjiga je imala oko 60 kubanskih recepata.

## Diskografija

### Albumi
- 1984. Eyes of Innocence
- 1985. Primitive Love
- 1987. Let It Loose / Anything for You
- 1989. Cuts Both Ways
- 1991. Into The Light
- 1993. Mi Tierra
- 1994. Hold Me Thrill Me Kiss Me
- 1995. Abriendo Puertas
- 1996. Destiny
- 1998. gloria!
- 2000. Alma Caribeña
- 2003. Unwrapped
- 2007. 90 Millas
- 2011. Miss Little Havana
- 2013. The Standards
- 2020. Brazil305

### Videografija
- Homecoming Concert (1989.)
- Evolution (1990.)
- Coming Out Of The Dark (1991.)
- Into The Light World Tour (1992.)
- Everlasting Gloria! (1995.)
- The Evolution Tour Live In Miami (1996.)
- Don't Stop (1998.)
- Que siga la tradición (2001.)
- Live In Atlantis (2002.)
- Famous (2003.) (Video o nastanku albuma Unwrapped)
- Live & Unwrapped (2004.)

## Vanjske poveznice
- Službena stranica  Arhivirana inačica izvorne stranice od 25. srpnja 2011. (Wayback Machine) (engl.)